# Зарин, Александр Дмитриевич
Алекса́ндр Дми́триевич Зари́н (1870—1937) — русский офицер, общественный деятель и политик, член Государственной думы 3-го и 4-го созывов от Псковской губернии.

## Биография
Из потомственных дворян Псковской губернии. Сын отставного офицера Дмитрия Евгеньевича Зарина. Землевладелец Порховского уезда (300 десятин).
Окончил Псковский кадетский корпус и Санкт-Петербургские мореходные классы на штурмана дальнего и шкипера каботажного плавания.
В 1888 году перешёл на военную службу в 24-ю артиллерийскую бригаду, в 1891 окончил Санкт-Петербургское пехотное юнкерское училище и был выпущен офицером в 146-й пехотный Царицынский полк.
В 1896 году вышел в запас в чине поручика и поселился в родовом имении Ольгино Александровской волости Порховского уезда. Занялся сельским хозяйством и общественной деятельностью. Служил земским начальником в Порховском уезде (1904—1909). Избирался гласным Порховского уездного и Псковского губернского земств, депутатом порховского дворянства и порховским уездным предводителем дворянства (1909—1914). С 1906 года состоял непременным членом Порховской уездной землеустроительной комиссии.
В 1907 году был избран членом III Государственной думы от Псковской губернии. Входил в Национальную группу, с 3-й сессии — в русскую национальную фракцию. Состоял докладчиком комиссии по направлению законодательных предположений, а также членом комиссий: земельной, по направлению законодательных предположений.
Был членом Всероссийского национального союза, в 1908—1916 годах входил в Главный совет ВНС.
В 1912 году был вновь избран в члены Государственной думы от Псковской губернии съездом землевладельцев. Входил во фракцию русских националистов и умеренно-правых (ФНУП), после её раскола в августе 1915 — в группу сторонников П. Н. Балашова. Был товарищем секретаря Думы. Состоял членом комиссий: личного состава, по местному самоуправлению, финансовой, по военным и морским делам.
С началом Первой мировой войны, несмотря на плохой слух, добровольно пошёл на фронт: был определен поручиком в 53-й пехотный Волынский полк. Командующим 8-й армией был командирован в распоряжение галицийского генерал-губернатора, с декабря 1914 года исполнял обязанности уездного начальника. Высочайшим приказом от 18 июля 1915 года уволен от военной службы для определения к статским делам. Затем состоял уполномоченным председателя Особого совещания для обсуждения и объединения мероприятий по продовольственному делу.
После Октябрьской революции жил в городе Печоры, отошедшем к Эстонии. В 1921 году участвовал в Рейхенгалльском монархическом съезде.
Умер в 1937 году. Похоронен в пещерах Свято-Успенского Псково-Печерского монастыря.

## Семья
Был женат на Ольге Владимировне Оболенской, имел сына.